# Daft Punk
Daft Punk va ser el projecte principal de Guy-Manuel de Homem-Christo (nascut el 8 de febrer de 1974) i Thomas Bangalter (nascut el 3 de gener de 1975), dos artistes de música dance de París.
El grup practica una música que ha estat qualificada com a combinació de Dance, Tecno, House, Rock i Sinthpop.

## Trajectòria
El nom del duet va sorgir d'una crítica en la revista musical britànica Melody Maker, que descrivia la seua primera col·laboració (Darling, grup inspirat en els Beach Boys) com un grup de punk ximple ("a bunch of daft punk"). El senzill de debut va ser The New Wave (Soma Records, 1993), encara que el primer èxit comercial l'obtingueren amb el segon senzill Da Funk (1995).
El primer àlbum Homework (Virgin Records, 1996) és una síntesi innovativa del techno, house, acid house i electro, i reconegut com un dels àlbums de música dance més influents de la dècada dels 90. A part de Da Funk, Around the World va ser el senzill amb més èxit d'aquest àlbum.
Discovery (2001) és el segon àlbum, més comercial i amb un estil synth-pop que contrasta amb el primer disc. El senzill One More Time va ser un èxit als clubs. El títol Discovery es pot interpretar com very disco (molt disco), ja que l'àlbum conté referències a este estil musical en els samples d'algunes cançons. Homework també es podria veure com una referència al house (home i house, casa en anglés).
Daft Punk també són reconeguts per preocupar-se de l'aspecte visual de la música. Es van "convertir" en robots per al públic i mitjans de comunicació, amagant la seua cara real, tret que exploten comercialment en el seu marxandatge. Els vídeos per als senzills del Homework van ser dirigits per productors de vídeos de culte com Spike Jonze i Michel Gondry. Discovery és la banda sonora d'Insterstella 5555, una pel·lícula d'anime coproduïda amb Leiji Matsumoto.
Els dos membres del grup també han treballat per separat. Thomas Bangalter participà en l'èxit Music Sounds Better With You el 1998 baix el seu segell discogràfic Roulé. El 2002 va produir la banda sonora per a la pel·lícula Irréversible de Gaspar Noé. Junt a DJ Falcon va crear el grup Together. Per altra banda, Guy-Manuel de Homem-Christo també té el seu propi segell musical Crydamoure, fundat junt a Eric Chedeville. Els dos també formaren el grup Le Knight Club.
El tercer àlbum, Human After All, es publicà el 22 de març de 2005. El seu primer senzill s'anomena Robot Rock. En el 2006 s'edita Musique Volum 1, que és un recopilatori de les seves millors cançons, una canço nova (Musique) i Robot rock maximum overdrive amb el seu videoclip, el vídeo de Prime time of your life i un remix de cançons que no són de daft punk. En el mateix any s'inicià la gira Alive, que originaria el disc Alive 2007.
El 2013 va presentar el seu quart àlbum d'estudi, Random Access Memories.
Daft Punk va anunciar la seva dissolució el febrer de 2021, mitjançant el seu canal de Youtube.

## Reconeixements i influència
En 2013, Daft Punk deixà Virgin per Columbia Records, i van editar el seu quart àlbum, Random Access Memories, que rebé bona acollida; el primer senzill "Get Lucky" aconseguí el lloc desè en les llistes de 32 països. Random Access Memories guanyà cinc Premis Grammy en 2014, entre els quals Àlbum de l'any i Gravació de l'any per "Get Lucky". En 2016, Daft Punk aconseguiren el seu primer lloc en la Billboard Hot 100 amb la cançó "Starboy", una col·laboració amb The Weeknd. Rolling Stone els situà al lloc dotzè en la seva llista de 20 Greatest Duos of All Time.
El nom del grup va inspirar un científic a l'hora de posar-li nom (tipus-nomenclatural) a una espècie de platihelmint (Baicalellia daftpunka) trobada al Canadà. Segons sembla, la forma del cos recorda al casc que usaven els músics per fer les aparicions en públic.

## Discografia

### Àlbums d'estudi
- Homework (1996)
- Discovery (2001)
- Human After All (2005)
- Random Access Memories (2013)

### Altres àlbums
- Alive 1997 (àlbum en directe) (2001)
- Daft Club (àlbum de remescles) (2003)
- Human After All: Remixes (àlbum de remescles) (2006)
- Musique Volum 1 1993–2005 (àlbum recopilatori) (2006)
- Alive 2007 (àlbum en directe) (2007)
- Tron: Legacy (banda sonora) (7 de desembre de 2010)

### Vídeos
- D.A.F.T. - A Story about Dogs, Androids, Firemen and Tomatoes (DVD/VHS, 1999)
- Interstella 5555: The 5tory of the 5ecret 5tar 5ystem (Pel·lícula, DVD, 2003)
- Electroma (Pel·lícula, DVD, 2006)

## Guardons
Premis
- 2009: Grammy al millor àlbum de música dance/electrònica
- 2014: Grammy al millor àlbum de música dance/electrònica

Nominacions
- 2006: Grammy al millor àlbum de música dance/electrònica